# 1986년 전국장애인체육대회
제6회 전국장애인체육대회는 1986년 10월 11일부터 10월 13일까지 3일 간 서울특별시에서 개최되었다. 당시에는 '전국 장애자 체육대회' 또는 '전국 장애자 체전'이라는 명칭을 사용하였다. 이 대회는 서울장애인올림픽 조직위원회가 주최하고, 보건사회부 등 5개 부처, 서울특별시, 대한체육회, 2개 방송사 등이 후원하였다. 개회식은 10월 11일 오전 11시, 서울 강동구 올림픽공원 내 체조경기장에서 열렸으며 이 대회에는 13개 시,도의 장애인 선수 1,314명이 8개 종목에 참가하였다. 선수를 포함한 임원 및 보호자 수는 1,700여 명이었다. 이 대회는 10월 13일 올림픽공원 내 실내체육관에서 서울 대 충남의 휠체어농구 경기에 이은 페회식으로 막을 내렸다.
서울은 금메달 46개를 획득하여 작년에 이어 2연패 하였으며, 2위는 금메달 36개의 부산, 3위는 금메달 35개의 경기도가 차지했다.
이 대회의 관람 인원은 개폐회식에 8천여 명, 기타 경기 2천여 명이었다.

## 장소
- 잠실체육관 등 6개 경기장

## 종목
- 육상 (10km 휠체어 단축마라톤 등)
- 수영
- 유도
- 양궁
- 탁구
- 사격
- 역도
- 휠체어 농구 (잠실실내체육관)